# Killing Me Inside
Killing Me Inside ist eine Rockband aus Jakarta, Indonesien.

## Geschichte
Killing Me Inside wurde 2004 gegründet. Bereits im Gründungsjahr wurde das Debütalbum A Fresh Start for Something New produziert, das am 7. Juli 2004 erschien. Über Crooz Records erschien im Jahr 2010 das zweite Album Killing Me Inside. Das dritte Album One Reason folgte 2012.
Die meisten Texte werden auf Englisch, manche auch auf Indonesisch verfasst.

## Diskografie
Alben
- 2004: A Fresh Start for Something New
- 2010: Killing Me Inside
- 2012: One Reason
- 2015: Rebirth: A New Beginning